# Llista de doctors honoris causa per la Universitat de València
Llista de persones investides com a doctors honoris causa per la Universitat de València (actualitzada a juliol de 2016).
- Emilio Alarcos Llorach (1996)
- Manuel Alvar López (1985)
- Ugo Amaldi (2000)
- Vicent Andrés Estellés (1993)
- Francisco José Ayala (2000)
- Antoni Maria Badia i Margarit (2003)
- Kenneth Ray Bain (2014)
- Derek Barton (1979)
- Josep Baselga i Torres (2011)
- Miquel Batllori i Munné (1975)
- Seyla Benhabib (2010)
- James M. Buchanan (1987)
- Robert Ignatius Burns (1985)
- Ernesto Cardenal Martínez (1987)
- Manuel Cardona i Castro (2005)
- Heliodoro Carpintero Capell (1999)
- James Casey (2004)
- Manuel Castells Oliván (2001)
- Joaquín Catalá de Alemany (2001)
- Juan Ignacio Cirac Sasturain (2015)
- Germà Colón Domènech (1984)
- Avelino Corma Canós (2009)
- Albert Cotton (1983)
- Richard Dawkins (2009)
- Paul de Grauwe (2012)
- Alan Deyermond (2005)
- Luís Díez-Picazo y Ponce de León (2001)
- Miquel Dolç i Dolç (1995)
- Mª Ángeles Durán Heras (2012)
- Robert Geoffrey Edwards (1994)
- John Huxtable Elliott (1998)
- Jon Elster (1995)
- Víctor Fairén Guillén (1991)
- José Ignacio Fernández Alonso (1988)
- Domingo Fletcher Valls (1985)
- Iñaki Gabilondo Pujol (2012)
- Ernesto Garzón Valdés (1998)
- Emili Giralt i Raventós (2001)
- Roy J. Glauber (2008)
- Thomas F. Glick (2010)
- Santiago Grisolía García (1973)
- Joseph Gulsoy (1999)
- Vicente Honrubia López (1982)
- Jozef IJsewijn (1992)
- François Jacob (1993)
- José Jalife Sacal (2015)
- José María Jover Zamora (1991)
- Nataša Kandić (2001)
- Hans Adolf Krebs (1975)
- Pedro Laín Entralgo (1990)
- Rafael Lapesa Melgar (1985)
- Antonio Lazcano Araujo (2015)
- Antonio López Gómez (1989)
- Humberto López Morales (2011)
- Robert Gaston André Maréchal (1994)
- Lynn Margulis (2001)
- Felipe Martínez Rizo (2011)
- Josep Massot i Muntaner (2016)
- Yehudi Menuhin (1999)
- Robert Merle d'Aubigne (1987)
- Francesc de Borja Moll i Casasnovas (1984)
- Vicent L. Montés Penadés (2009)
- Edgar Morin (2004)
- Santiago Muñoz Machado (2013)
- Sami Naïr (2014)
- Severo Ochoa de Albornoz (1985)
- José María Otero de Navascués (1967)
- Carlos París Amador (1991)
- Pere Pascual de Sans (1987)
- Manuel Elkin Patarroyo Murillo (1997)
- Román Perpiñá Grau (1981)
- Adriano Piattelli (2015)
- José Luis Pinillos Díaz (1988)
- Paul Preston (2015)
- Robert A. Roe (2015)
- Björn Olof Roos (2007)
- Pascual Sala Sánchez (2014)
- Saskia Sassen (2016)
- Amartya Kumar Sen (1994)
- Paul H. Sugarbaker (2014)
- Virginia Trimble (2010)
- Miguel Valcárcel Cases (2011)
- Enric Valor i Vives (1993)
- André Constant Van Steirteghem (2009)
- John Earl Varey (1989)
- Joan Veny i Clar (2008)
- José Vidal Beneyto (2006)
- Pierre Vilar (1991)
- Oliver Eaton Williamson (2004)
- Kurt Wüthrich (2004)
- Muhammad Yunus (2006)

## Font
- Llistat de doctors i doctores honoris causa a la web de la Universitat de València (segle XX)
- Llistat de doctors i doctores honoris causa a la web de la Universitat de València (segle XXI)